# 穆里诺 (列宁格勒州)
穆里诺（羅馬化：Murino）是俄罗斯列宁格勒州弗谢沃洛日斯克区的城市，西邻圣彼得堡。
2019年3月27日计划设市，相关法律于同年4月15日正式颁布，4月26日生效，穆里诺得到城市地位。该地2021年人口有78184人；2010年人口7023人。